# Poecilocera harrisii
Poecilocera harrisii är en skalbaggsart som först beskrevs av J. L. Leconte 1851.  Poecilocera harrisii ingår i släktet Poecilocera och familjen bladbaggar. Inga underarter finns listade i Catalogue of Life.